# Hans Jakob Christoffel von Grimmelshausen
Hans Jakob Christoffel von Grimmelshausen (17. března 1622, Gelnhausen, Hesensko – 17. srpna 1676, Renchen, Bádensko) byl nejvýznamnější německý barokní spisovatel, autor pikareskních románů a novel (tzv. simpliciád), v nichž v protikladu k tehdejší dvorské literatuře zobrazil život prostého lidu a hrůzy třicetileté války.

## Život
Grimmelshausen pocházel z řemeslnické (původně šlechtické) rodiny. Roku 1635 byl při přepadení svého bydliště a vyvraždění rodiny odvlečen hesenskými žoldáky. V letech 1636 až 1640 žil v Soestu a Lippstadtu jako voják (byl dragounem i mušketýrem) a zúčastnil se bojů třicetileté války. Ačkoliv neměl školy ani vzdělání stal se vojenským písařem a roku 1646 se vykoupil z vojenské služby.
Po skončení třicetileté války konvertoval Grimmelshausen ke katolicismu, vstoupil do služeb štrasburského biskupa Franze Egona z Fürstenberga, stal se majitelem hostince a roku 1667 rychtářem v bádenském městě Renchen, kde také zemřel.
Literárně činný byl Grimmelshausen od roku 1660. Svá díla vydával pod různými pseudonymy (např. Michael Rehulin von Sehmsdorf, German Schleifheim von Sulsfort, Seigneur Messmahl a další), jeho autorství zjistil Hermann Kurz až roku 1837. Z jeho díla vynikají Simpliciánské spisy (Simplicianische Schriften), což je deset volně na sebe navazujících svazků pikareskních próz, (tzv. simpliciád), jejichž rámec tvoří alegorie člověka na jeho pozemské pouti k věčné spáse a jejichž náplní je střet člověka se světem, který ho ohrožuje. Více než polovinu z nich (šest svazků) zabírá román Dobrodružný Simplicius Simplicissimus, ve kterém Grimmelshausen vytvořil vynikající obraz válečných a politických poměrů v době třicetileté války.

## Dílo

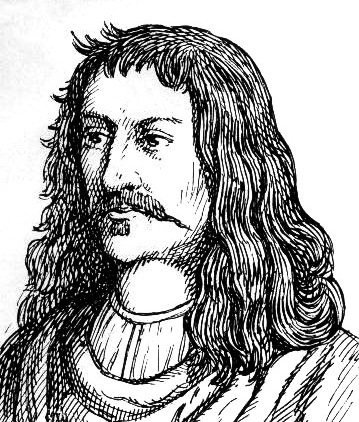
Hans Jakob Christoffel von Grimmelshausen

### Simpliciánské spisy
Grimmelshausenovy Simpliciánské spisy (Simplicianische Schriften) jsou tvořeny deseti volně na sebe navazujícími svazky pikareskních románů a novel:
- Der abenteuerliche Simplicissimus Teutsch (1668, rozšířeno 1669, přepracováno 1671, Dobrodružný Simplicius Simplicissimus), šest svazků, román, v němž autor zobrazil na osudech naivního prosťáčka, uneseného vojáky a prožívajícího nejrůznější dobrodružství, celou krutost a zvrácenost třicetileté války. Grimmelshausen využil při psaní tohoto díla vlastních zkušeností chlapce uneseného rabující soldateskou a popsal vývoj svého hrdiny od prostoduchého mladíčka, který se stane vojákem, zbohatne, pozná svět vznešených lidí, opět zchudne a nakonec se uzavře v poustevně.
- Trutz Simplex oder Lebensbeschreibung der Erzbetrügerin und Landstörzerin Courasche (1669, Vzdorosimplex aneb Sepsání života arcipodvodnice a poběhlice Kuráže, česky též jako Vojanda Libuška), novela (z níž čerpal Bertolt Brecht) líčící život panny, která se ve víru války mění v řemeslnou poběhlici. Jde o důsledně vytvořená obraz mravního chátrání, jak je zakusí markytánka.
- Dílo 'Deß Weltberuffenen Simplicissimi Pralerey und Gepräng mit seinem Teutschen Michel.' (.DjVu)Der selt same Springinsfeld (1670, Divous Skočdopole, česky též jako Soldát Skočdopole), novela zachycující životní osudy nejprve čiperného, ostříleného a statečného kejklíře a vojáka, který se pod vlivem války mění ve vyzáblého, zchytralého pobudu a žebráka, jehož záchranou je shledání se Simpliciem, který ho převychová.
- Das wunderbarliche Vogelnest (Kouzelné ptačí hnízdo), dvoudílný román (první díl 1672, druhý díl 1675), obsahující nábožensky motivovanou společenskou kritiku a satiru na lehkověrnost a lakomství. Jde o příběh dobrodruha, který se vydává za mesiáše, což mu umožní okrást bohatého žida a svést jeho dceru.

### Další díla
- Fliegender Wanders mann nach dem Mond (1660),
- Schwarz und weiß oder die Satirische Pilgerin (1666)
- Des vortrefflichen keuschen Josephs in erbauliche Lebensbeschreibung (1667, Cudný Josef),
- Der teutsche Michel (1670),
- Ratio Status (1670, Prospěch státu),
- Das Rathstübel Plutonis (1672),
- Des durchlauchtigen Prinzen Proximi und seiner ohnvergleichlichen Lympidä Liebesgeschichterzählung (1672),
- Die Wekehrte Welt (1673, Svět naruby).
- Deß Weltberuffenen Simplicissimi Pralerey und Gepräng mit seinem Teutschen Michel (1673)

## Adaptace

### Divadlo
- Bertolt Brecht: Mutter Courage und ihre Kinder (1938-1939, Matka Kuráž a její děti), divadelní hra, inscenována 1941.

### Hudba
- Johann Strauss mladší: Simplicius (1887), opereta, libreto Victor León.
- Karl Amadeus Hartmann: Des Simplicius Simplicissimus Jugend (1934-1935, Mladý Simplicius Simplicissimus), opera pro komorní orchestr, uvedena 1948, přepracována pro plný orchestr v letech 1956-1957 jako Simplicius Simplicissimus, libreto Hermann Scherchen, Wolfgang Petzer a autor.

### Film
- Des Christoffel von Grimmelshausen abenteuerlicher Simplicissimus (1975, Dobrodružný Simplicissimus Christoffela von Grimmelshausena), čtyřdílný západoněmecký televizní film, ve kterém hrála řada českých herců (např. Milena Dvorská, Květa Fialová, Jiří Kodet, Radovan Lukavský a Milan Mach) režie Fritz Umgelter.
- Simplicius (1999), švýcarský televizní film, režie Thomas Grimm.

## Česká vydání
- Dobrodruhovy paměti, Josef Pelcl, Praha 1916, přeložil a upravil Jiří Vičar, jde o zkrácený překlad románu Dobrodružný Simplicius Simplicissimus.
- Dobrodružný Simplicius Simplicissimus, Ladislav Kuncíř, Praha 1929, přeložil Jaroslav Zaorálek, znovu Vyšehrad, Praha 1951, Naše vojsko, Praha 1959 a Odeon, Praha 1976.
- Vojna, Melantrich, Praha 1953, přeložil Pavel Eisner, svazek, jehož podtitul zní Trilogie z třicetileté války, obsahuje zkrácený překlad Simplicia Simplicissima a dále díla Soldát Skočdopole a Vojanda Libuška (Poběhlice Kuráž),
- Poběhlice Kuráž; Divous Skočdopole, Odeon, Praha 1968, přeložil Rio Preisner a Josef Suchý (verše).